# Zofia Wojno
Zofia Anna Wojno herbu Ślepowron (ur. 22 marca 1886 w Warszawie, zm. 9 października 1954 tamże) – polska lekarka okulistka, doktor medycyny, zakonnica, działaczka społeczna, członkini Rady Naczelnej Narodowej Organizacji Kobiet, uczestniczka powstania warszawskiego.

## Życiorys
Była córką Ludwika Jerzego Wojno, inżyniera Kolei Warszawsko-Wiedeńskiej i dyrektora Szkoły Kolejowej, oraz Władysławy z Sawickich, nauczycielki. Miała dwóch braci: Tadeusza Jerzego, profesora mineralogii oraz Kazimierza Stefana, inżyniera rolnika.
W 1902 ukończyła prywatną pensję Leonii Rudzkiej w Warszawie. Rok później uzyskała świadectwo nauczycielki matematyki. Wyjechała do Szwajcarii, gdzie ukończyła studia na Wydziale Lekarskim Uniwersytetu Zuryskiego. W 1912 uzyskała stopień doktora na podstawie dysertacji pt. Ueber physiologischen Hirnhernien (O fizjologicznych przepuklinach mózgu). Rok później zdała egzamin lekarski w Petersburgu, a także egzaminy w Instytucie Lekarskim dla Kobiet.
W latach 1914-1923 była asystentką Walentego Kamockiego w Instytucie Oftalmicznym w Warszawie. Po jego śmierci w 1923 wygrała konkurs i została mianowana ordynatorem Instytutu. Pełniąc obowiązki ordynatora Instytutu prowadziła także pracę naukowo-badawczą. Należała do licznych stowarzyszeń: była członkiem Polskiego Towarzystwa Lekarskiego, Francuskiego Towarzystwa Okulistycznego, Polskiego Towarzystwa Okulistycznego, Towarzystwa Nauczycieli Szkół Wyższych oraz pomysłodawczynią i współzałożycielką Stowarzyszenia Lekarzy Katolików w Polsce. Otaczała stałą opieką lekarską dzieci niewidome w Laskach. Dzięki ks. Edwardowi Szwajnicowi powróciła na łono kościoła rzymskokatolickiego. Współpracowała z nim w licznych organizacjach katolickich: Juventus Christiana, Pomoc Bliźniemu, a także w Towarzystwie Wiedzy Religijnej „Pax Christiana”. W wyborach w 1930 bezskutecznie kandydowała do Sejmu z Listy Narodowej (nr 4) w okręgu wyborczym nr 1 (Warszawa–miasto). W 1935 była członkinią Rady Naczelnej Narodowej Organizacji Kobiet. W tym samym roku wstąpiła do Zgromadzenia Sióstr Urszulanek Serca Jezusa Konającego w Warszawie. Od 15 lipca 1936 do 15 sierpnia 1937 za indultem Stolicy Apostolskiej odbyła nowicjat w Warszawie pod kierunkiem s. Pii Leśniewskiej, asystentki generalnej Zgromadzenia. Po złożeniu w Pniewach ślubów koadiutorskich powróciła do Warszawy.
Po wybuchu wojny w dalszym ciągu pełniła swoje funkcje ordynatora. Należała do Wojskowej Służby Kobiet w ramach Armii Krajowej. W czasie powstania warszawskiego objęła w domu Zgromadzenia na ul. Gęstej kierownictwo punktu opatrunkowego i szpitala polowego Zgrupowania „Krybar” dla powstańców i cywilów. Posiadała stopień kapitana i pseudonim „dr Wanda”. Po zajęciu budynku przez Niemców, 4 września 1944 podzieliła los pozostałych sióstr domu warszawskiego: przez Wolę i obóz w Pruszkowie przedostała się do domu Zgromadzenia w Milanówku.
W 1945 zaczęła energiczne starania o wznowienie działalności Instytutu Oftalmicznego przy ul. Smolnej. Gdy okazało się to niemożliwe, pracowała w prowizorycznym lokalu tegoż szpitala w Grodzisku Mazowieckim, jednocześnie organizując pracę Instytutu na Pradze przy ul. Jagiellońskiej. Na skutek zarządzenia władz, likwidującego wszystkie fundacyjne instytucje, Instytut z Jagiellońskiej został wcielony do Szpitala Przemienienia Pańskiego na Pradze. Pozostała na stanowisku ordynatora tego oddziału do 1952, kiedy to z powodu złego stanu zdrowia przeszła na emeryturę.
Zmarła po długiej i ciężkiej chorobie 9 października 1954 w Warszawie. Została pochowana w Grobowcu Zgromadzenia na Cmentarzu Bródnowskim w Warszawie.

## Publikacje[7]
- Über physiologische Hirnhernien (1911)
- Niezwykłe powikłania po wstrzyknięciu podspojówkowym rozczynu soli kuchennej (1923)
- Przyczynek do leczenia chorób oczu ciałami proteinowymi (1923)
- Rak gruczołów tarczkowych powiek (1925)
- Zator głównej tętnicy siatkówki leczony zastrzykami atropiny (1929)
- Opadnięcie powieki operowane zmodyfikowaną metodą Dransarta (1929)
- Wyniki operowania zaćmy starczej z użyciem szczypczyków torebkowych (1929)
- Przypadek postępującego rozmięknienia twardówki (scleromalacia progressiva maligna) (1935)
- Ks. Edward Szwejnic – twórca duchowy Towarzystwa Wiedzy Religijnej (1935)

## Ordery i odznaczenia[3]
- Krzyż Armii Krajowej (21 lutego 1973)
- Medal Wojska (czterokrotnie)